# Saint-Pierre-du-Mont (Calvados)
Saint-Pierre-du-Mont – miejscowość i gmina we Francji, w regionie Normandia, w departamencie Calvados.
Według danych na rok 1990 gminę zamieszkiwały 84 osoby, a gęstość zaludnienia wynosiła 17 osób/km² (wśród 1815 gmin Dolnej Normandii Saint-Pierre-du-Mont plasuje się na 802. miejscu pod względem liczby ludności, natomiast pod względem powierzchni na miejscu 887.).